# Jeffrey van Hooydonk
Jeffrey van Hooydonk (Antuérpia, 1 de outubro de 1977) é um piloto de automobilismo belga.

## Carreira
Iniciou a carreira no kart em 1990, profissionalizando-se em 1996, na Fórmula Renault francesa. Foi campeão da divisão europeia da categoria no ano seguinte. Até 1999, disputou provas do Masters de Fórmula 3, Fórmula 3 Alemã e da Procar. No mesmo ano, fez sua estreia na Fórmula 3000 pela equipe Witmeur-KTM, não se classificando em 3 das 10 etapas da temporada, terminando-a em 17º lugar, com 3 pontos. Continuou na Witmeur em 2000, obtendo novamente 3 pontos, ficando em 19º. Nas 2 temporadas, Van Hooydonk chegou em quarto lugar nos GP's de Magny-Cours e Barcelona. Ainda em 2000, participou das 24 Horas de Le Mans pilotando um Reynard-Mopar	da Oreca, ao lado do francês Didier André e do experiente Didier Theys. O trio ficou em 10º lugar na classe LMP900 e em vigésimo na classificação geral.
Continuaria alternando entre os protótipos e as categorias de turismo até 2002, quando voltaria a disputar a Fórmula 3 Alemã pela equipe do ex-piloto italiano Piercarlo Ghinzani. No ano seguinte assinou com a Astromega para correr na Fórmula 3000, marcando 9 pontos e ficando na décima-terceira posição na tabela. Sua derradeira temporada na categoria foi em 2004 - que também foi a última edição da F-3000, substituída pela GP2 - , quando participou de 4 provas pela Coloni e de outras 6 pela Super Nova. Com 8 pontos, Van Hooydonk fechou o campeonato na décima-primeira colocação. Desde 2005, dedica-se a corridas de turismo.

## Links
- Jeffrey van Hooydonk official website